# 삿포로 농학교

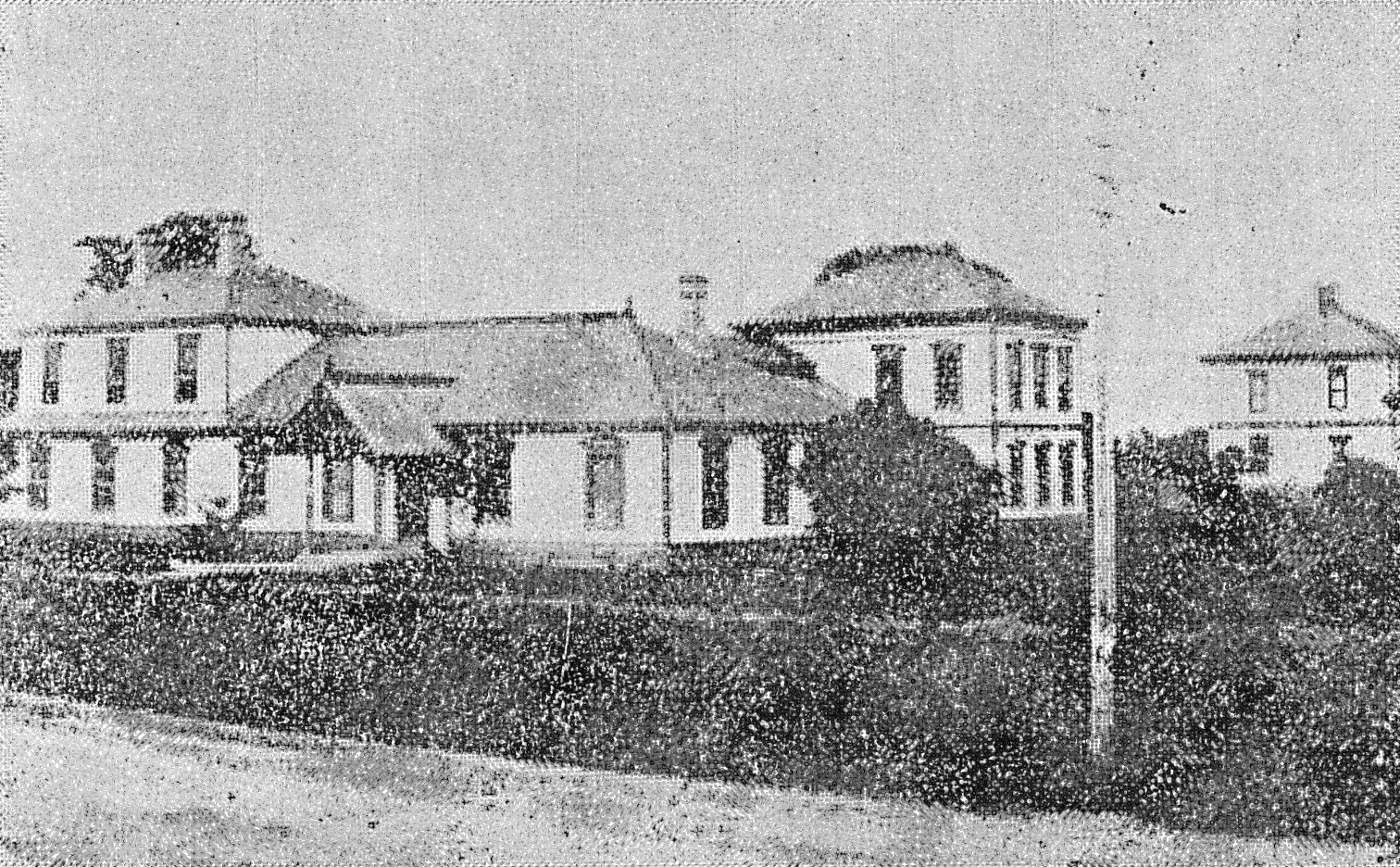
1880년경의 삿포로 농학교의 모습

삿포로 농학교(일본어: 札幌農学校 삿포로노갓코[*]), 혹은 삿포로농업학교는 메이지 시대 초기에 홋카이도의 삿포로시에 위치한 교육 기관이며, 일본 최초의 학사학위를 받을 수 있는 교육기관이었다. 현재는 홋카이도대학이 되었다.
삿포로 농학교는 삿포로, 나아가 홋카이도 개척의 역사와 밀접하게 연결되어 있어 삿포로의 발전에 따라 규모도 확대되어, 도호쿠제국대학농과대학, 홋카이도제국대학, 홋카이도 대학으로 순차적으로 개칭되었다. 한편, 현재 관광 명소로 유명한 삿포로 시계탑은 삿포로농학교의 연무장으로 설립된 것으로 알려져 있다.